# Trio de mugham
Un trio de mugham (en azéri Muğam üçlüyü) est un orchestre de mugham azerbaïdjanais traditionnel, composé de trois éléments : gaval, tar et kamantcha,. 

## Histoire
Lors des mariages azerbaïdjanais, la présence du trio de mugham était traditionnelle, notamment dans la région du Nord. À la fin du XIXe siècle et au début du XXe siècle, les trios de mugham se produisaient déjà lors de concerts et des rencontres musicales étaient organisées dans les scènes de théâtre.

### Composition
Un trio de mugham est composé de trois instruments de musique : gaval, tar et kamantcha,,.
1. Tar : instrument à cordes pincées à manche long[7] ;
2. Gaval : tambour sur cadre comportant des sonnailles[8] ;
3. Kamantcha : instrument à cordes frottées[9].

## Galerie de photos

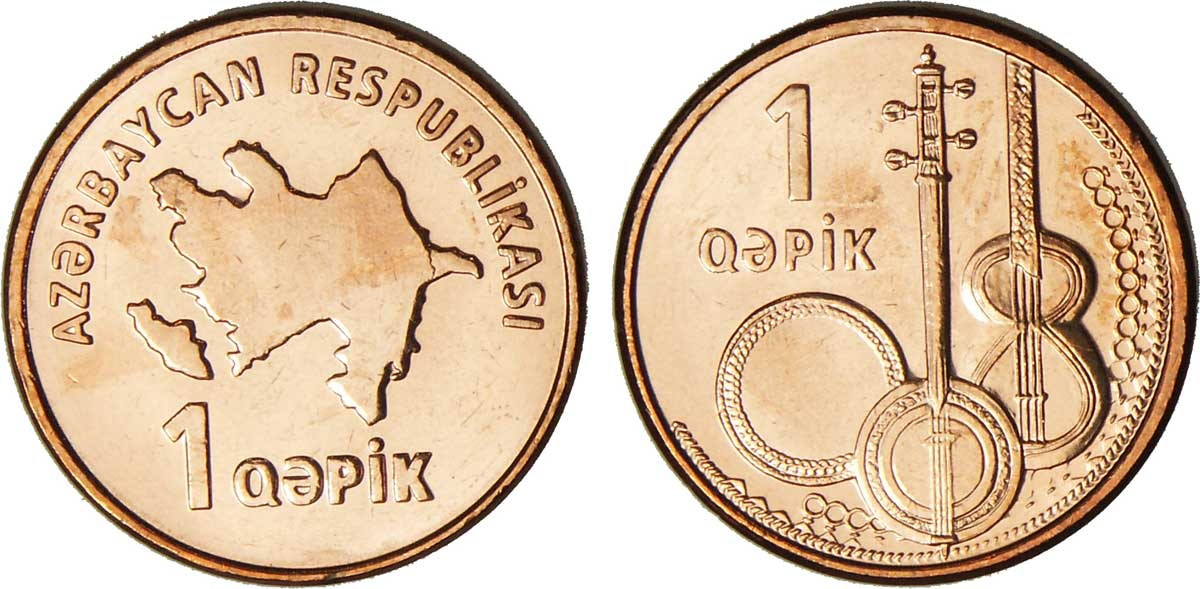
Instruments traditionnels azerbaïdjanais sur la pièce de un qepik.
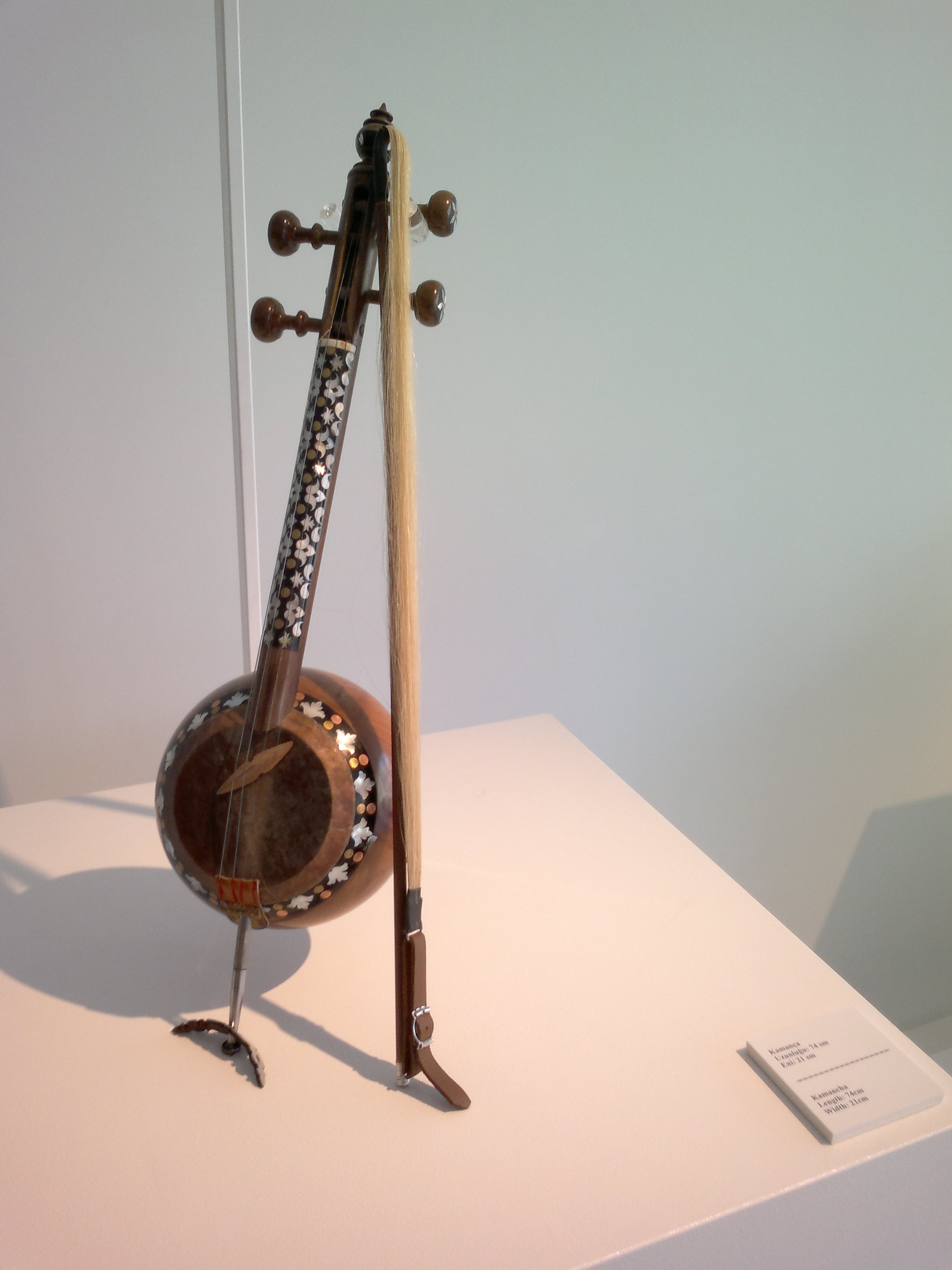
Un kamancha, au Heydar Aliyev Center.
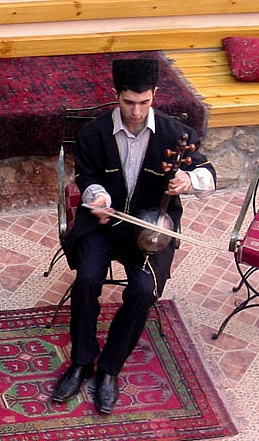
Un musicien azerbaïdjanais jouant du kamancha.
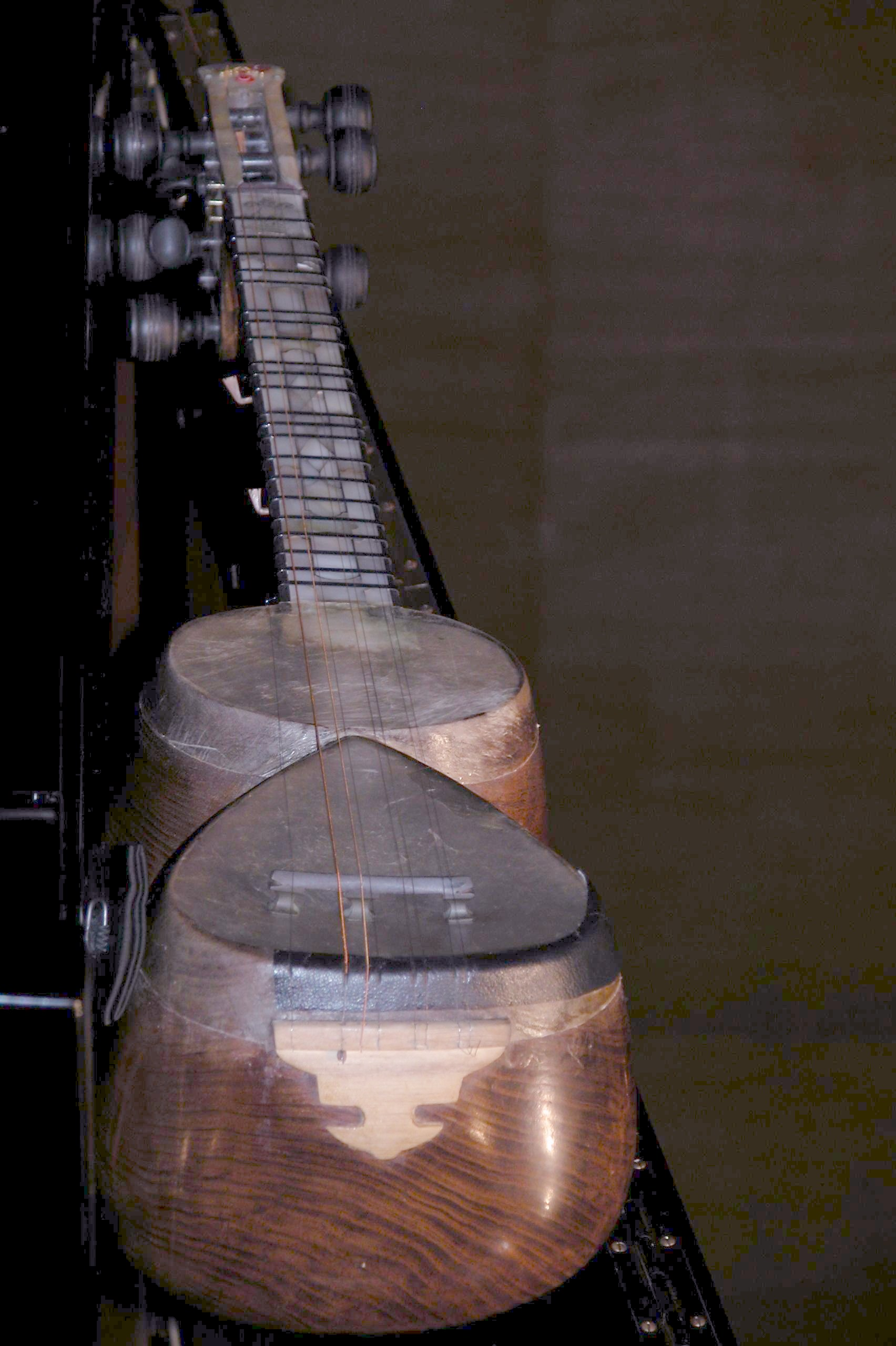
Un târ azerbaïdjanais.